# Блејк Кларк
Блејк Кларк (енгл. Blake Clark; 2. фебруар 1946) амерички је стендап комичар, глумац и гласовни глумац. Најпознатији је по улогама у серијама Сам свој мајстор, 50 првих састанака, Маторани и Дечак упознаје свет. Појављивао се и као гласовни глумац у серијалу Прича о играчкама.